# Jack Cardiff
Jack Cardiff (ur. 18 września 1914 w Great Yarmouth w hrabstwie Norfolk, zm. 22 kwietnia 2009 w Ely w hrabstwie Cambridgeshire) – brytyjski operator i reżyser filmowy.

## Nagrody
Dwukrotny laureat Oscara. Pierwszego zdobył w 1948 za najlepsze zdjęcia do filmu Czarny narcyz; drugiego w 2001 za całokształt twórczości. Ponadto był 3 razy nominowany do tej nagrody: jako operator w 1957 za zdjęcia do filmu Wojna i pokój i w 1962 za zdjęcia do filmu Fanny oraz jako reżyser w 1961 za reżyserię filmu Synowie i kochankowie. Także dwa razy zdobył Złoty Glob za zdjęcia do filmu Czarny narcyz w 1948 i za reżyserię filmu Synowie i kochankowie w 1961.

## Kariera
Jego kariera rozpoczęła się w połowie lat 30. W sumie był twórcą zdjęć do ponad 80 filmów, m.in.: Afrykańska królowa (1951), Bosonoga contessa (1954), Książę i aktoreczka (1957), Wikingowie (1958), Śmierć na Nilu (1978), Psy wojny (1980), Conan Niszczyciel (1984), Rambo II (1985). Jest także reżyserem 15 filmów; najważniejsze z nich to: Synowie i kochankowie (1960), Gejsza (1962), Długie łodzie wikingów (1963), Dziewczyna na motocyklu (1968), Mutacje (1974).

## Filmografia

### Reżyseria
W trakcie 20-letniej kariery reżyserskiej zrealizował 15 produkcji filmowych i telewizyjnych.

- 1953: The Story of William Tell (krótkometrażowy)
- 1958: Morderstwo na zlecenie (kryminał: czas – 88')
- 1959: Syn skazańca (dreszczowiec: 90')
- 1960:
  - Scent of Mystery (przygodowy: 125')
  - Synowie i kochankowie (obyczajowy: 103')
- 1962: Gejsza (komediodramat: 119')
- 1962: The Lion (przygodowy: 94')
- 1964: Długie łodzie wikingów (przygodowy: 126')
- 1965: Młody Cassidy (biograficzny: 110')
- 1965: Likwidator (komedia: 105')
- 1968: Ciemna strona słońca (przygodowy: 100')
- 1968: Dziewczyna na motocyklu (melodramat: 91')
- 1972–1973: Follyfoot (serial TV: 4 odcinki)
- 1973: Penny Gold (kryminał: 87')
- 1974: Mutacje (horror/SF: 92')

### Zdjęcia
Na przestrzeni ponad 70 lat, jako operator filmowy, uczestniczył w tworzeniu 85 filmów krótko- i długometrażowych oraz seriali telewizyjnych.

- 1935:
  - The Last Days of Pompeii (przygodowy: czas – 96')
- 1937:
  - Sinfonia di Roma (dokumentalny: 9')
- 1938: krótkometrażowe dokumenty:
  - Temples of India (10')
  - A Road in India (10')
  - Delhi (10')
  - Paris on Parade (9')
  - The Eternal Fire (8')
  - Wanderers of the Desert (9')
  - Petra (8')
  - Jerusalem (8')
  - Arabian Bazaar (fabularny: 10')
  - The Sacred Ganges (10')
  - Ruins of Palmyra and Baalbek (10')
  - La caccia alla volpe nella campagna Romana (10')
  - A Village in India (9')
- 1939:
  - World Windows (fabularny)
  - River Thames Yesterday (dokumentalny: 10')
  - Main Street of Paris (fabularny)
  - Jungle (dokumentalny: 10')
  - Indian Durbar (dokumentalny: 10')
- 1940:
  - Peasant Island (dokumentalny)
- 1941: krótkometrażowe dokumenty:
  - The Western Isles (14')
  - Plastic Surgery in Wartime
- 1942:
  - The Great Mr. Handel (biograficzny: 89')
  - This Is Colour (dokumentalny: 15')
  - Out of the Box (dokumentalny: 11')
  - Colour in Clay (dokumentalny: 11')
  - Border Weave (dokumentalny: 15')
- 1943:
  - Szkocki mazurek (muzyczny dokument)
- 1944:
  - The Green Girdle (dokumentalny: 10')
  - Western Approaches (dramat wojenny: 83')
- 1945:
  - Cezar i Kleopatra (biograficzny: 138')
  - Steel (dokumentalny: 32')
- 1946:
  - Sprawa życia i śmierci (komedia/fantasy: 104')
- 1947:
  - Czarny narcyz (dramat psychologiczny: 101')
- 1948:
  - Czerwone trzewiki (muzyczny: 135')
  - Scott na Antarktydzie (przygodowy: 111')
- 1949:
  - Pod znakiem Koziorożca (melodramat: 117')
- 1950:
  - Czarna róża (przygodowy: 120')
  - Peintres et artistes montmartrois (dokumentalny: 20')
- 1951:
  - Pandora i Latający Holender (dramat/fantasy: 122')
  - Magiczna skrzynka (biograficzny: 118')
  - Afrykańska królowa (przygodowy: 105')
  - Paris (krótkometrażowy dokument)
- 1952: It Started in Paradise (obyczajowy: 94')
- 1953:
  - Pan na Ballantrae (przygodowy: 90')
  - The Story of William Tell (krótkometrażowy)
- 1954:
  - Il maestro di Don Giovanni (przygodowy: 86')
  - Bosonoga Contessa (dramat: 128')
  - Montmartre nocturne (dokumentalny: 24')
- 1956:
  - Wojna i pokój (melodramat: 208')
  - The Brave One (familijny: 100')
- 1957:
  - Książę i aktoreczka (komedia: 115')
  - Legenda zaginionego miasta (przygodowy: 109')
- 1958: Wikingowie (przygodowy: 116')
- 1961: Fanny (melodramat: 134')
- 1968:
  - Ciemna strona Słońca (przygodowy: 100')
  - Dziewczyna na motocyklu (melodramat: 91')
- 1973: Scalawag (western: 92')
- 1975: Ride a Wild Pony (przygodowy: 91')
- 1977: Książę i żebrak (przygodowy: 113')
- 1978: Śmierć na Nilu (kryminał: 140')
- 1979:
  - Piąty muszkieter (przygodowy: 116')
  - Ekspres pod lawiną (dreszczowiec: 88')
  - A Man, a Woman and a Bank (komedia: 100')
- 1980:
  - Przebudzenie (horror: 105')
  - Psy wojny (dramat sensacyjny: 119')
- 1981: Upiorna opowieść (horror: 110')
- 1983: The Wicked Lady (przygodowy: 98')
- 1984:
  - Skandale (komedia: 92')
  - Conan Niszczyciel (fantasy: 103')
  - Ostatnie dni Pompejów (3-częściowy miniserial TV: 310')
  - Dalekie pawilony (1. odcinek miniserialu TV: 57')
- 1985:
  - Oko kota (horror: 94')
  - Rambo II (dramat sensacyjny: 96')
- 1986: Tai-Pan (przygodowy: 127')
- 1987: Mania pieniędzy (komedia sensacyjna: 95')
- 1989: Call from Space (krótkometrażowy, SF: 29')
- 1990: The Magic Balloon (krótki metraż, przygodowy: 42')
- 1991: Vivaldi’s Four Seasons
- 1998: The Dance of Shiva (krótki metraż, wojenny: 26')
- 2000: The Suicidal Dog (krótki metraż, komedia: 12')
- 2004: The Tell-Tale Heart (krótki metraż, horror)
- 2005: Lights2 (krótkometrażowy)
- 2007: The Other Side of the Screen (biograficzny miniserial TV: 1 odcinek)